# Xantho (Néréide)
Pour les articles homonymes, voir Xantho (homonymie).
Pour l'océanide, voir Xanthé.
Dans la mythologie grecque, Xantho est une Néréide, fille de Nérée et de Doris, citée par Hygin dans sa liste de Néréides. 

## Étymologie
Xantho (du grec Ξάνθη / Xánthē) renvoie à la couleur jaune, son nom pouvant donc signifier « la blonde »,.

## Description
Outre la signification de son nom, qui semble renvoyer au blond de ses cheveux, Virgile la décrit comme aux cheveux clairs et à la peau très blanche dans son ouvrage Les Géorgiques:
Autour d'elle, les nymphes cardaient des toisons de Milet tachées de riches colorants marins, Drymo et Xantho, Ligie et Phyllodocé, leurs mèches claires tombant sur leurs cous de neige.

## Famille
Ses parents sont le dieu marin primitif Nérée, surnommé le vieillard de la mer, et l'océanide Doris. Elle est l'une de leur multiples filles, les Néréides, généralement au nombre de cinquante, et a un unique frère, Néritès. Pontos (le Flot) et Gaïa (la Terre) sont ses grands-parents paternels, Océan et Téthys ses grands-parents maternels.

## Évocation moderne

### Biologie
Le genre de genre de Crustacés des Xantho lui doit son nom, de même que le genre d'Annélides des Xantho.